# Schäfhof
Schäfhof ist ein Gemeindeteil von Bachhagel im schwäbischen Landkreis Dillingen an der Donau in Bayern. Der Ort wurde als Teil von Burghagel am 1. Mai 1978 in die Gemeinde Bachhagel umgegliedert. Er liegt eineinhalb Kilometer nordwestlich von Burghagel.

## Geschichte
Der auf den Höhen liegende Schäfhof wurde nach der Rodung von Waldungen nach 1828 von Johann Mayer begründet. Der Hof war ursprünglich Sitz einer großen Schäferei. 